# نیا داکوستا
نیا داکوستا (زاده ۸ نوامبر ۱۹۸۹) کارگردان و فیلمنامه‌نویس آمریکایی است. او فیلم مهیج جنایی جنگل کوچک (۲۰۱۸) را نوشت و کارگردانی کرد و برنده جایزه نورا افرون در جشنواره فیلم ترایبکا شد. او همچنین فیلم ترسناک کندی‌من (۲۰۲۱) را کارگردانی کرد. در اوت ۲۰۲۰ داکوستا برای کارگردانی فیلم مارول‌ها استخدام شد و با شکستن رکورد رایان کوگلر، به جوانترین فیلمسازی تبدیل شد که یک فیلم مارول را کارگردانی کرده‌است.

## فیلموگرافی
فیلم‌های کوتاه
| سال انتشار | عنوان                       | کارگردان | نویسنده | تهیه‌کننده | توضیحات        | منبع        |
| ---------- | --------------------------- | -------- | ------- | --------- | -------------- | ----------- |
| ۲۰۰۹       | دختر سیاه‌پوست در آخر می‌میرد | آری      | آری     | نه        | بازیگر هم هست  | [ ۲ ] [ ۳ ] |
| ۲۰۱۳       | روز و شب                    | آری      | نه      | آری       | تدوینگر هم هست |             |
| ۲۰۱۴       | سلست                        | نه       | آری     | نه        |                |             |
| ۲۰۱۴       | livelihood                  | نه       | آری     | نه        |                |             |
| ۲۰۱۹       | جنگل کوچک                   | آری      | آری     | نه        |                |             |
| ۲۰۲۱       | کندی‌من                      | آری      | آری     | نه        |                |             |

آینده
| سال انتشار     | عنوان            | کارگردان | نویسنده | منبع  |
| -------------- | ---------------- | -------- | ------- | ----- |
| ۲۰۲۳           | مارول‌ها          | آری      | آری     | [ ۴ ] |
| اعلام خواهد شد | the water dancer | آری      | نه      | [ ۵ ] |

تلویزیون
| سال انتشار | عنوان      | توضیحات                                     |
| ---------- | ---------- | ------------------------------------------- |
| ۲۰۱۹       | تاپ‌بوی     | قسمت‌های "شب آتش" و "دود در دستان شما می‌رسد" |
| ۲۰۲۲       | خانم مارول | قسمت "غیرعادی"                              |